# Хуманистична психология
Хуманистичната психология е едновременно социално движение в рамките на психологията и трайна перспектива. Тя в повечето от своите прояви дава предимство на човешкия опит, смисления живот в обикновения свят с неговите трагични и комични аспекти.

## Предпоставки
През 20-те и 30-те години на миналия век американската психология е доминирана в основното си течение от догматичния бихевиоризъм. В тези недружелюбни условия в края на 30-те години възниква психологията на личността. Срещнал се с феноменологичния и предекзистенциален европейски модел, Гордън Олпорт осигурява широка рамка за изследване на зрялото его и неговото развитие. Хенри Мъри, получил образование по медицина, биохимия и ембриология, привнася ориентацията на Фройд и Юнг в областта на личността със специално внимание към недостижимите за съзнанието дълбини, от които могат да „изскочат“ както творчеството, така и неврозата. След Втората световна война преобладаващата насока в бихевиоризма в по-софистицирана версия, представена от Джон Долард и Нийл Милър, започва да открива обща кауза с психоанализата, но дълбоко се противопоставя на гледищата за личността на Олпорт и Кели, които отричат както механистичните основни принципи на бихевиоризма, така и биологичния редукционизъм на класическата психоанализа.

## Основаване
През 1964 г. една конференция в Олд Сейбрук, Кънектикът, лансира хуманистичната психология като социално движение в рамките на психологията. На нея участват водещи фигури в психологията на личността и хуманитарните дисциплини: Гордън Олпорт, Хенри Мъри, Гарднър Мърфи и Джордж Кели от поколението на основателите; Шарлоте Бюлер, представяща европейската традиция на изследвания, която по-късно е наречена „развитие през жизнения цикъл“; Жак Барзун и Рене Дюбо като хуманисти от литературата и биологията и Карл Роджърс, Ейбрахам Маслоу и Роло Мей, които стават интелектуалните лидери на движението. Роджърс, Маслоу и Мей оформят първоначалния характер на хуманистичната психология и остават нейни най-уважавани фигури. Гледището за човешкото функциониране, което разработва Роджърс, приема съществуването на вътрешни тенденции към самоактуализация, които могат да бъдат блокирани от превратностите на социализацията, но и да се освободят посредством терапевтичното взаимоотношение на безусловно положително отношение, точно емпатийно разбиране, честност и интегритет. Маслоу под влиянието на Курт Голдщайн разработва своята йерархична теория за човешката мотивация. Силно повлиян от екзистенциалния теолог Паул Тилих, Роло Мей привнася европейското течение на екзистенциализма и феноменологията в хуманистичната психология.

## Хуманистични критики

### Критики къмбихейвиоризма
Класическият бихейвиоризъм е типично американско течение в историята, възникнало в началото на 20 в.(1913 г.), когато Джон Уотсън (1878 – 1958) пише статията „Психологията от гледна точка на бихейвиориста“, в която казва: „психологията е естествена наука, която има за задача да изучи живота на живия организъм“.

Бихейвиоризмът е психология без психика – формулата е S – R (стимул-реакция) е лице на класическия бихейвиоризъм.
Предмет на психологията е поведението, разбирано като нещо наблюдаемо.
Поведението е активност на живия организъм – движение, действие, изчервяване и т.н., т.е. те казват и изследват само наблюдаемите неща. Психиката е съмнителна, ненаблюдаема, затова не я изследват. Стимул е всичко, което поражда поведение (усмивка, лаене на куче). Като управляваме стимула, може да предизвикаме и управляваме поведение.
Идеята за реакцията идва от Русия. Павлов е съсредоточен в/у стимулите, а Уотсън – в/у реакциите (поведението).
Бихейвиористите описват човека като стимулно-реактивно същество.
Истина е, че стимулите (средата) въздействат, това е еволюционна схема. И когато ние им реагираме, ние се обучаваме – бихейвиористите казват: „всичко е въпрос на обучение“. Развитието на организма е придобиване на стимул-реакции.
Стимулът може да се манипулира (да го изменяме) и поведението винаги е двойно детерминирано.
Хуманистичните психолози не приемат опростеното, механично разбиране за човека, неговата интерпретация като стимулно, манипулативно същество. Хората имат и автономия, и съпротиви, и жертви – не са толкова просто устроени. Хората имат вътрешен свят, който преработва стимулите.

### Критики къмпсихоанализата
Доминиращите функции на безсъзнателното. Хуманистите мислят, че интерпретират човека като съзнателно същество – човекът да осъзнае, че има безсъзнателни тенденции (в този смисъл да бъде отговорен).
Има психолози, които смятат, че всички науки на човека не са истини. Ако ние имаме истинно познание за нещо, можем да реагираме, да променим нещата. От самото начало не сме направили крачка напред в борбата със злото – то не е намаляло. 

„Има много хубави вещи – произвеждаме ги, но не можем да произведем морални хора“ – казва Фром.

Нойман – „Глъбинната философия и нейната етика“

Имаме зло!

Правилата и нормите на културата са разчетени само, защото имаме съзнание, не се отчита безсъзнателното. Затова хуманистичната психология не приема психоанализата.
Според тях човека е висше съзнателно същество, цивилизовано, което се бори със своите инстинкти.